# Achenkirch
Achenkirch est une commune autrichienne du district de Schwaz dans le Tyrol.